# Corps Teutonia Berlin (WSC)

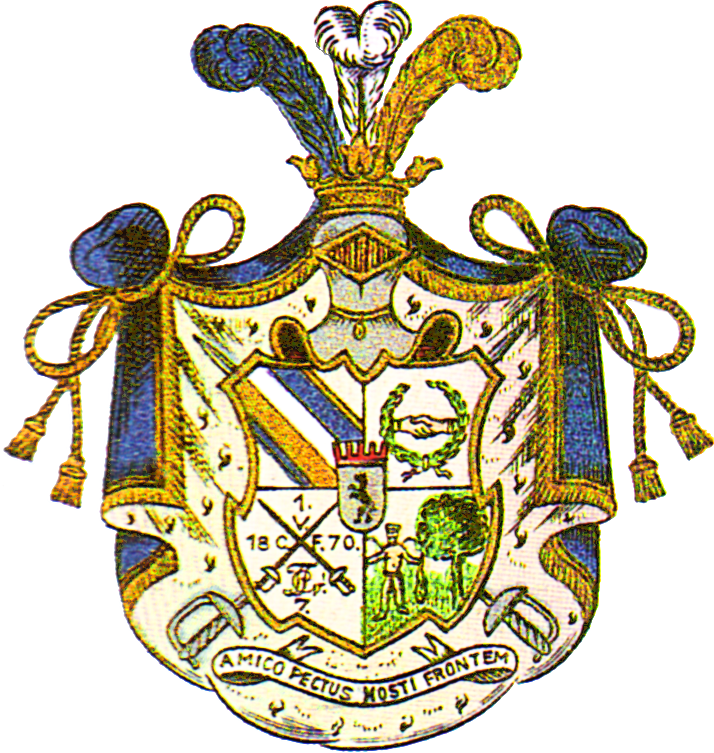
Wappen des Corps Teutonia

Das Corps Teutonia war eine Berliner Studentenverbindung im Weinheimer Senioren-Convent (WSC). 2009 fusionierte es mit anderen Berliner Corps zum Corps Berlin.
Im Corps Teutonia konnte jeder immatrikulierte Student einer Berliner Hochschule aktiv werden, unabhängig von seiner Herkunft, Religion, Weltanschauung oder Staatsangehörigkeit.
Die Prinzipien des pflichtschlagenden Corps Teutonia waren das Toleranzprinzip, Leistungsprinzip und Gesellschaftsprinzip. Der Wahlspruch des Corps war „amico pectus, hosti frontem“ (dem Freund die Brust, dem Feind die Stirn).

## Couleur

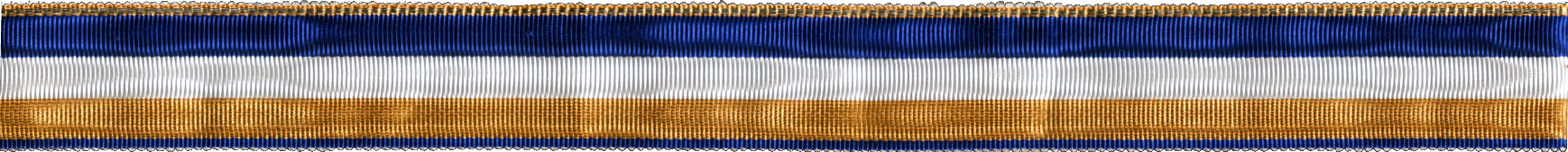
Band der Corpsburschen

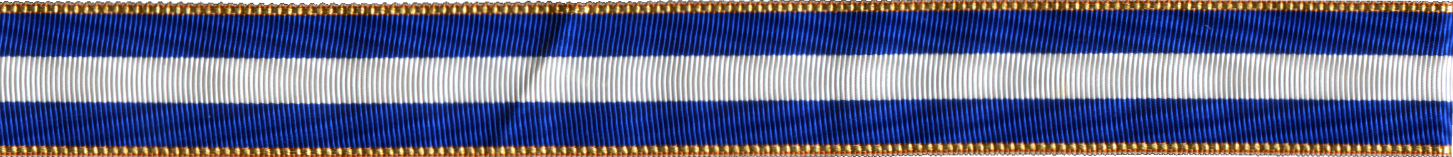
Fuchsenband

Teutonia trug die Farben kornblumenblau-weiß-gold mit goldener Percussion, auf der goldenen Seite blau.
Die Füchse trugen ein Fuchsenband in blau-weiß-blau mit goldener Percussion.
Als Kneipjacke und zum Chargenwichs trugen die Aktiven eine blaue Pekesche mit blau-weiß-goldenen Schnüren-Applikationen. Die Mützenfarbe war ebenfalls blau. Die Chargierten trugen beim Chargieren zusätzlich zum Teutonenband das Band des Corps Cimbria.

## Wappen
Das Wappen des Corps Teutonia bestand aus einem gevierten Wappenschild auf blauem Hermelinmantel. Es zeigte rechts oben das Burschenband, links oben zwei Treuhände im Laubkranz als Symbol für Freundschaft, links unten der Urteutone, rechts unten das Bundeszeichen (gekreuzte Schläger mit Gründungsdatum und dem Zirkel). In der Mitte bildet ein Herzschild das Berliner Wappen ab. Helmzier bildeten wie bei vielen Korporationen üblich drei Pfauenfedern in den Farben des Corps.

## Geschichte
Das Corps Teutonia wurde am 1. Juli 1870 als Landsmannschaft Hercynia an der Militärrossarztschule zu Berlin gegründet. Die Gründungsmitglieder sind alles ehemalige Mitglieder nichtschlagender Verbindungen, die sich zusammengetan haben, um Mensuren zu fechten.
1872 erfolgt die Umbenennung in Landsmannschaft Feronia, der Schutzgöttin der Freigelassenen. Zu diesem Zeitpunkt war es ehemaligen Tierärzten im Militärdienst verwehrt, nach ihrer Dienstzeit als zivile Tierärzte zu arbeiten. Feronia agierte als Interessensvertretung ehemaliger Militärveterinäre.
1874 gründete die Landsmannschaft Feronia zusammen mit der Landsmannschaft Hannoverania das Blaue Kartell und war Mitgründer des Rudolstädter Senioren Convent, welcher 1934 mit dem Weinheimer Senioren Convent fusionierte. 1880 nannte sich Feronia in Teutonia um, da ihr mit dem Namen „Feronia“ die Hochschulzulassung als Vereinigung verweigert wurde, offenbar aufgrund der zu progressiven Namensbedeutung. 
Ab 1902 wurden die Corps-Prinzipien angenommen, 1910 fiel das tierärztliche Prinzip, was zur Öffnung zu allen wissenschaftlichen Hochschulen in Berlin führte.
Am 1. Juli 1936 erfolgte die Auflösung des Corps unter Druck des Nazi-Regimes.  Die Rekonstitution erfolgte am 10. Oktober 1952 in Berlin. Einer der Restitutionsburschen war Udo Janssen, dem die Immatrikulation an der Freien Universität Berlin verweigert wurde, weil er sich zum Mensurenschlagen bekannte. Diese Entscheidung wurde in einem der bekannten Mensurenprozesse 1958 aufgehoben.
Am 1. Juli 1970 fusionierte das Corps Teutonia mit dem vorwiegend aus Bierbrauern bestehenden Corps Cimbria und nennt sich seither „Corps Teutonia, Corps der Cimbern und Teutonen“.
Das Corps Cimbria wurde am 10. Mai 1888 als „Brauer-Vereinigung Cerevisia“ gegründet. Cerevisia ist das lateinische Wort für Bier. Seine Farben waren grün-weiß-gold, die Fuchsenfarben gold-weiß-gold. Der Wahlspruch lautete „Nec aspera terrent!“. Am 10. Mai 1920 nannte sich Cerevisia in Cimbria um. Cimbria gehörte bis 1934 dem Naumburger Senioren-Convent an, bis dieser zusammen mit dem RSC im WSC aufging.
Im Sommersemester 2009 fusioniert das Corps Teutonia der Cimbern und Teutonen Berlin mit den  Corps Rheno-Guestphalia Berlin und Corps Cheruscia Berlin zum neuen Corps Berlin.

## Prominente Mitglieder
- Walther Bolz (1901–1970), Veterinärchirurg
- Hans Bredow (1879–1959), Begründer des deutschen Schiffs- und Auslandsfunkverkehrs und des deutschen Rundfunks. Ehrendoktor der TH Danzig, Ehrensenator der Technischen Hochschulen Dresden und Stuttgart, Ehrenbürger der Technischen Hochschulen Berlin und Karlsruhe, Senator
- Max Delbrück (1850–1919), Agrikulturchemiker, Professor an der Landwirtschaftlichen Hochschule Berlin
- Richard Eberlein (1869–1921), Tierarzt, Zoologe, Arzt und Hochschullehrer Begründer der tierärztlichen Röntgenkunde, Gründer und erster Präsident der Deutschen Röntgen-Gesellschaft
- Alfred Hövelhaus, ehemaliger Generaldirektor der Schlegel-Scharpenseel-Brauerei in Bochum, Ehrensenator der TU Berlin
- Herbert John, Direktor der Bill-Brauerei (1956 von Holsten übernommen), bis 1973 im Vorstand der Holsten-Brauerei
- Richard Klett (1867–1948), Tierarzt, Professor der gerichtlichen Tierheilkunde und Parasitologie, Direktor der inneren Klinik der Tierärztlichen Hochschule Stuttgart
- Edwin Lehnert (1884–1968), Tierarzt, Bakteriologe, Professor, Leiter des Veterinär-bakteriologischen Staatsinstituts in Stockholm
- Hans-Jürgen Liebscher (1936–2021), Hydrologe, Bundesanstalt für Gewässerkunde, Kommission Wasserforschung  der Deutschen Forschungsgemeinschaft, Internationales Hydrologisches Programm der UNESCO
- Friedrich Mauritz, Mitgründer der Dortmunder Actien-Brauerei
- Walter Pröpsting, ehemaliges Vorstandsmitglied der Dortmunder Actien-Brauerei, 1948 Initiator der Rekonstitution des deutschen Braumeister und Malzmeister Bundes (DBMB), ehemaliger Präsident und später Ehrenpräsident des DBMB, Ehrenbürger der TU-München-Weihenstephan
- Kurt Rupprecht, ehemaliger Präsident (1976–1987), später Ehrenpräsident der Bundestierärztekammer
- Johannes Schmidt (1870–1953), Professor für Spezielle Pathologie, Therapie der Haustiere und Gerichtliche Tiermedizin
- Dieter Schmoeckel, Pionier moderner Umformtechnik
- Rolf Ulbrich (1920–2006), Slawist, Professor an der FU Berlin
- Gustav von Vaerst (1858–1922), Landestierarzt, Professor für Tierheilkunde
- Helmut Vent, Begründer des Hopfenanbaus in der DDR (Saalehopfen)